# Альянс (партія)
Партія «Альянс» Північної Ірландії (англ. Alliance Party of Northern Ireland (APNI)) — британська політична партія зі штаб-квартирою в Белфасті (Північна Ірландія), дистанціюються від ідеологій як лоялізму (юніонізму), так і ірландського націоналізму; позиціонує себе як ліберальна політична сила, що стоїть поза етнорелігійним протистоянням між католиками та протестантами Північної Ірландії (nonsectarian party).
Партія була створена в 1970 групою помірних юніоністів; в 70-ті — 80-ті партія мала найбільшу підтримку в спокійні від насильства роки і втрачала популярність під час загострення конфлікту в Північній Ірландії. В даний час партія дотримується ідеології лібералізму і виступає проти проведеного врегулювання північноірландського конфлікту на основі поділу населення на дві групи — ірландців-католиків (ірландських націоналістів) і протестантів (юніоністів).
На виборах в Асамблею Північної Ірландії 2007 року партія отримала 7 місць із 108, отримавши 36 139 (5,2 %) голосів. В органах місцевого самоврядування Північної Ірландії партія представлена 31 депутатом з 582 можливих.
На загальних виборах 2010 року кандидату APNI Наомі Лонг вдалося перемогти в окрузі Східний Белфаст чинного Першого міністра Північної Ірландії від Демократичної юніоністської партії Пітера Робінсона. Таким чином, партія представлена в Палаті громад вперше з 1973 року, коли до неї приєднався вже обраний депутат від Ольстера юніоністської партії. На виборах 18 кандидатів «Альянсу» отримали в цілому 42 762 голосів.